# Силва (Латвия)
Силва (латыш. Silva) — населённый пункт в Смилтенском крае Латвии. Входит в состав Лаункалнской волости. Нахоидится у юго-восточной окраины города Смилтене на региональной автодороге P27 (Смилтене — Велена — Гулбене). По данным на 2015 год, в населённом пункте проживал 401 человек.

## История
Населённый пункт образовался как центр деревообработки (в переводе с латыни силва — дерево).
В советское время населённый пункт входил в состав Лаункалнского сельсовета Валкского района. В селе располагался Смилтенский леспромхоз.
В настоящее время в селе действует несколько деревообрабатывающих компаний.